# Перники
Перники (словен. Perniki) — поселення в общині Горє, Горенський регіон, Словенія. Висота над рівнем моря: 826,3 м.